# Androna Linartas Czesnowics
Androna Linartas Czesnowics (1940) é uma artista lituana que tem desenvolvido sua carreira no México.
Sua obra é desenvolvida principalmente na arte têxtil e em tapeçaria. Em sua obra integra técnicas como o tecido e materiais como lana, algodão, seda, lino, fio metálico, agulhas de coníferas, entre outros.

## Prémios e reconhecimentos
- 1986 - Secção Bienal de Tapeçaria e Arte Têxtil do Salão Nacional de Artes Plásticas
- 1997 - Bolsa do Sistema Nacional de Criadores de Arte, México.
- 2011 - Prémio Olga de Amaral, 6th World Textile Art Bienal